# The Wandering Jew
The Wandering Jew er en britisk stumfilm fra 1923 af Maurice Elvey.

## Medvirkende
- Matheson Lang som Mattathias
- Hutin Britton som Judith
- Malvina Longfellow som Granella
- Isobel Elsom som Olalla Quintane
- Florence Saunders som Joanne
- Shayle Gardner som Pietro Morelli
- Hubert Carter
- Jerrold Robertshaw som Juan de Texada